# Partito Socialdemocratico dei Lavoratori di Svezia
Il Partito Socialdemocratico dei Lavoratori di Svezia (in svedese: Sveriges Socialdemokratiska Arbetareparti, S/SAP), meglio noto come Socialdemocratici (Socialdemokraterna), è il principale partito politico di sinistra socialdemocratico della Svezia.
Fondato nel 1889, è il più vecchio partito svedese e nel corso del XX secolo ha contribuito in maniera decisiva all'evoluzione del cosiddetto modello svedese. Nel 1917 dal partito uscì la componente più rivoluzionaria, che adesso è raggruppata nel Partito della Sinistra.
A seguito delle elezioni legislative del 2022 la coalizione Rosso-Verde formata da Socialdemocratici, Partito della Sinistra e Verdi ha perso le elezioni, portando alla formazione di un governo borghese.
A livello internazionale fa parte dell'Alleanza Progressista (dopo aver abbandonato l'Internazionale Socialista) e del SAMAK. A livello europeo aderisce al Partito Socialista Europeo e siede nel Parlamento europeo nel gruppo dell'Alleanza Progressista dei Socialisti e dei Democratici.

## Storia

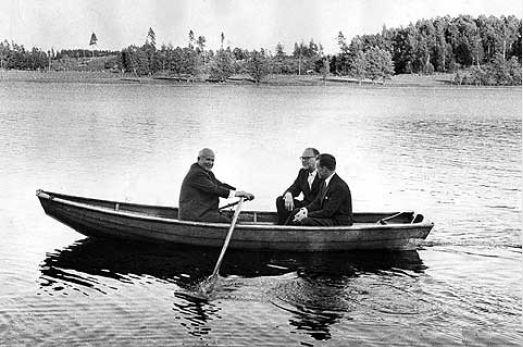
Nikita Chruščëv e il primo ministro svedese Tage Erlander in gita in barca a Stoccolma, giugno 1964.

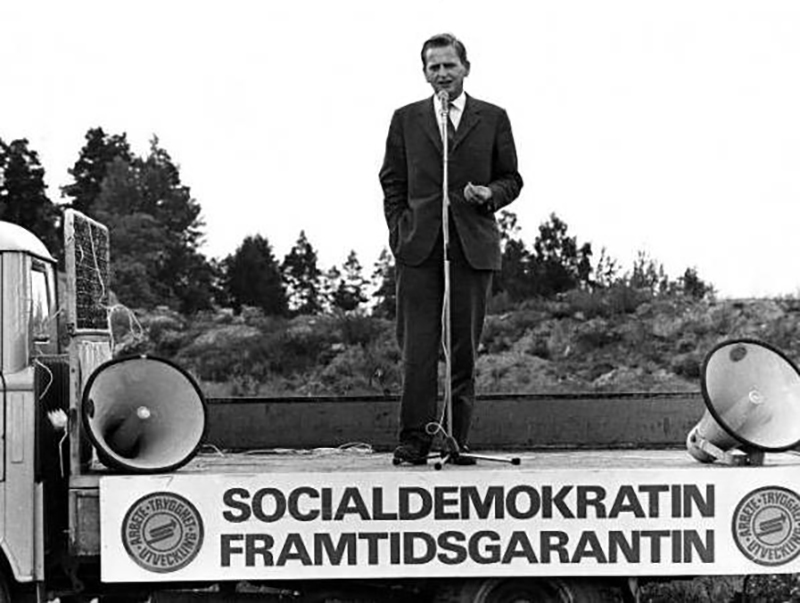
Olof Palme (all'epoca non ancora primo ministro) durante il tour per le elezioni legislative del 1968.

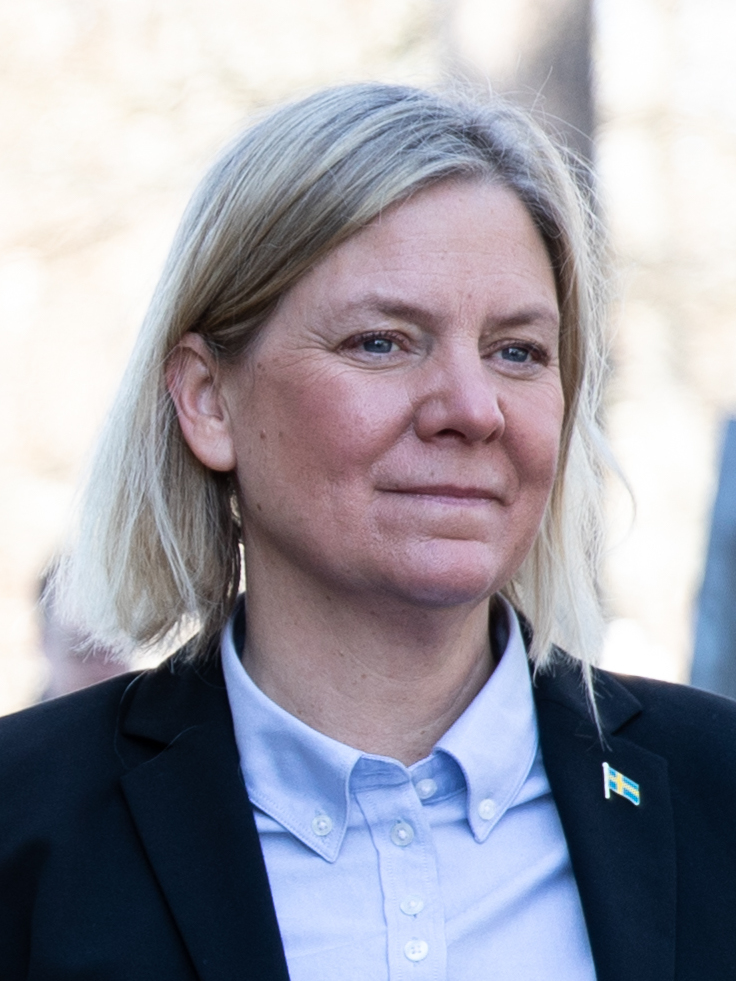
Magdalena Andersson, attuale presidente del Partito Socialdemocratico svedese.

Il partito è stato fondato (insieme a quelli delle altre nazioni) nel 1889-1890, quando fu inaugurata la Seconda Internazionale a Parigi. Nei primissimi anni la guida fu collettiva, poi si passò all'elezione di un segretario vero e proprio.
A partire dal 1917 è il primo partito nel Riksdag svedese, stando sopra al 40% dei voti dal 1932 al 1988. Ha guidato il governo nazionale ininterrottamente dal 1932 al 1976 (con la sola interruzione del periodo giugno 1936 - settembre 1936), quando ha perso contro l'alleanza fra i tre storici partiti borghesi; ha poi governato dal 1982 al 1991, dal 1994 al 2006 e dal 2014 al 2022.
Tre sono stati i premier svedesi nel Novecento di lunga durata: Per Albin Hansson (1932 - 1946), Tage Erlander (1946 - 1969) e Olof Palme (1969 - 1976 / 1982 - 1986).
Dal 1988, però, sembra entrato in crisi: con l'eccezione del 1994 e del 1998, è sempre rimasto sotto il 40% dei voti e alle elezioni del 2006 ha raggiunto il suo risultato più basso da quando è entrato in vigore il suffragio universale (35,0%). In tale occasione, i socialdemocratici, pur rimanendo il partito più votato, si sono visti superare dall'Alleanza per la Svezia, formata dai quattro principali partiti non-socialisti (Partito Moderato, Partito Popolare Liberale, Democratici Cristiani e Partito di Centro).
Ha dovuto affrontare anche degli scandali (di cui il più famoso è l'Affaire Toblerone di fine 1995) e diversi periodi di assenza di una guida forte alla segreteria.

### Gruppo socialdemocratico della Chiesa di Svezia
Alle elezioni quadriennali della Chiesa di Svezia, il relativo gruppo elettivo risulta il più importante sin da quando si sono cominciate a tenere nel 2001.

## Ideologia
(Olof Palme)
La posizione della SAP è in teoria una revisione del marxismo ortodosso dopo il 1917. Il partito definiva all'inizio la sua propria ideologia di estrema sinistra o sinistra per poi definirsi come socialismo democratico o socialdemocrazia ma dall'inizio degli anni 2000 è passato a definirsi socialdemocratico liberale cioè per il liberalismo sociale. La SAP sostiene una politica capillare di welfare basata su una forte tassazione. In tempi più recenti è diventato forte sostenitore del femminismo, dell'uguaglianza in tutte le sue forme, e nella forte opposizione a qualsiasi tipo di discriminazione e razzismo. La sua base elettorale è formata da diverse categorie sociali, anche se è particolarmente forte tra gli operai sindacalizzati.

### Progetti
Alcuni dei progetti di punta del partito sono stati il Programma Milione, il Giorno H del settembre 1967, la nazionalizzazione di quasi la metà della ricchezza nazionale dagli anni '50 agli anni '80, la ristrutturazione della città di Stoccolma negli anni '60-'70 e la nuova Kiruna in costruzione dagli anni '10.

### Referendum
Il partito ha fatto indire nel corso del Novecento anche diversi referendum ed espresso precise posizioni: a favore di una pensione popolare garantita per tutti i lavoratori (1957; Alternativa 1), a favore dell'energia nucleare (1980), a favore dell'Unione Europea (1994), a favore dell'Euro (2003).

## Leadership
| Leader / Presidente | Periodo                                                                            | Periodo | Segretario                                      |
| ------------------- | ---------------------------------------------------------------------------------- | ------- | ----------------------------------------------- |
| Claes Tholin        | 1896                                                                               | 1907    | Karl Magnus Ziesnitz Carl Gustaf Wickman        |
| Claes Tholin        | Primo leader del partito dopo la leadership collettiva.                            |         | Karl Magnus Ziesnitz Carl Gustaf Wickman        |
| Hjalmar Branting    | 1907                                                                               | 1925    | Carl Gustaf Wickman Fredrik Ström Gustav Möller |
| Hjalmar Branting    | Ministro di Stato (1920, 1921–1923 e 1924–1925). Morto in carica.                  |         | Carl Gustaf Wickman Fredrik Ström Gustav Möller |
| Per Albin Hansson   | 1925                                                                               | 1946    | Gustav Möller Torsten Nilsson Sven Andersson    |
| Per Albin Hansson   | Ministro di Stato (1932–1936 e 1936–1946). Morto in carica.                        |         | Gustav Möller Torsten Nilsson Sven Andersson    |
| Tage Erlander       | 1946                                                                               | 1969    | Sven Andersson Sven Aspling Sten Andersson      |
| Tage Erlander       | Ministro di Stato (1946–1969). Ministro di Stato più longevo nella storia svedese. |         | Sven Andersson Sven Aspling Sten Andersson      |
| Olof Palme          | 1969                                                                               | 1986    | Sten Andersson Bo Toresson                      |
| Olof Palme          | Ministro di Stato (1969–1976 e 1982–1986). Assassinato.                            |         | Sten Andersson Bo Toresson                      |
| Ingvar Carlsson     | 1986                                                                               | 1996    | Bo Toresson Mona Sahlin Leif Linde              |
| Ingvar Carlsson     | Ministro di Stato (1986–1991 e 1994–1996).                                         |         | Bo Toresson Mona Sahlin Leif Linde              |
| Göran Persson       | 1996                                                                               | 2007    | Ingela Thalén Lars Stjernkvist Marita Ulvskog   |
| Göran Persson       | Ministro di Stato (1996–2006).                                                     |         | Ingela Thalén Lars Stjernkvist Marita Ulvskog   |
| Mona Sahlin         | 2007                                                                               | 2011    | Marita Ulvskog Ibrahim Baylan                   |
| Mona Sahlin         | Prima donna leader del partito.                                                    |         | Marita Ulvskog Ibrahim Baylan                   |
| Håkan Juholt        | 2011                                                                               | 2012    | Carin Jämtin                                    |
| Håkan Juholt        | Dimesso dopo uno scandalo.                                                         |         | Carin Jämtin                                    |
| Stefan Löfven       | 2012                                                                               | 2021    | Carin Jämtin Lena Rådström Baastad              |
| Stefan Löfven       | Ministro di Stato (2014–2021)                                                      |         | Carin Jämtin Lena Rådström Baastad              |
| Magdalena Andersson | 2021                                                                               |         | Tobias Baudin                                   |
| Magdalena Andersson | Ministro di Stato (2021–2022)                                                      |         | Tobias Baudin                                   |

## Risultati elettorali

Risultati per le elezioni del Riksdag del 2022, in ogni comune svedese.

| Gruppo                         | Voti (%) | Avg. result +/− (pp) |
| ------------------------------ | -------- | -------------------- |
| Membri della LO                | 51       | +24                  |
| In indennità di malattia       | 51       | +24                  |
| Residenti fuori dalla Svezia   | 49       | +22                  |
| Colletti blu                   | 41       | +14                  |
| disoccupati                    | 39       | +12                  |
| Impiegati negli Enti locali    | 34       | +7                   |
| Età 65+                        | 34       | +7                   |
| Impiegati nel settore pubblico | 32       | +5                   |
| Impiegati del governo          | 29       | +2                   |
| Donne                          | 29       | +2                   |
| Età 18–21                      | 28       | +1                   |
| Votanti per la prima volta     | 28       | +1                   |
| Età 31–64                      | 27       | 0                    |
| Membri della TCO               | 26       | -1                   |
| Studenti                       | 25       | -2                   |
| Uomini                         | 25       | -2                   |
| Età 22–30                      | 24       | -3                   |
| Agricoltori                    | 24       | -3                   |
| Impiegati nel settore privato  | 23       | -4                   |
| Impiegati                      | 22       | -5                   |
| Colletti bianchi               | 20       | -7                   |
| Membri della SACO              | 18       | -9                   |
| Imprenditori                   | 16       | -11                  |
| Tutti i gruppi (totale)        | 27       | 0                    |

### Elezioni legislative
| Anno        | Voti      | %           | +/-  | Seggi     | +/-     | Status            |
| ----------- | --------- | ----------- | ---- | --------- | ------- | ----------------- |
| 1893        | N/A       | N/A         |      | 0 / 228   |         | Extraparlamentare |
| 1896        | N/A       | N/A         |      | 1 / 230   | 1       | Opposizione       |
| 1899        | N/A       | N/A         |      | 1 / 230   | Stabile | Opposizione       |
| 1902        | 6 321     | 3,5 (3.º)   |      | 4 / 230   | 3       | Opposizione       |
| 1905        | 20 677    | 9,5 (3.º)   | 6,0  | 13 / 230  | 9       | Opposizione       |
| 1908        | 45 155    | 14,6 (3.º)  | 5,1  | 34 / 230  | 21      | Opposizione       |
| 1911        | 172 196   | 28,5 (3.º)  | 13,9 | 64 / 230  | 30      | Opposizione       |
| 1914 (Mar.) | 228 712   | 30,1 (3.º)  | 1,6  | 73 / 230  | 9       | Opposizione       |
| 1914 (Set.) | 266 133   | 36,4 (2.º)  | 6,3  | 87 / 230  | 14      | Opposizione       |
| 1917        | 228 777   | 31,1 (1.º)  | 5,3  | 86 / 230  | 1       | Opposizione       |
| 1920        | 195 121   | 29,6 (1.º)  | 1,5  | 75 / 230  | 11      | Governo           |
| 1921        | 630 855   | 36,2 (1.º)  | 6,6  | 93 / 230  | 18      | Governo           |
| 1924        | 725 407   | 41,1 (1.º)  | 4,9  | 104 / 230 | 11      | Opposizione       |
| 1928        | 873 931   | 37,0 (1.º)  | 4,1  | 90 / 230  | 14      | Opposizione       |
| 1932        | 1 040 689 | 41,7 (1.º)  | 4,7  | 104 / 230 | 14      | Governo           |
| 1936        | 1 338 120 | 45,9 (1.º)  | 4,2  | 112 / 230 | 8       | Governo           |
| 1940        | 1 546 804 | 53,8 (1.º)  | 7,9  | 134 / 230 | 22      | Governo           |
| 1944        | 1 436 571 | 46,6 (1.º)  | 7,2  | 115 / 230 | 19      | Governo           |
| 1948        | 1 789 459 | 46,1 (1.º)  | 0,5  | 112 / 230 | 3       | Governo           |
| 1952        | 1 742 284 | 46,0 (1.º)  | 0,1  | 110 / 230 | 2       | Governo           |
| 1956        | 1 729 463 | 44,6 (1.º)  | 1,4  | 106 / 231 | 4       | Governo           |
| 1958        | 1 776 667 | 46,2 (1.º)  | 1,6  | 111 / 231 | 5       | Governo           |
| 1960        | 2 033 016 | 47,8 (1.º)  | 1,6  | 114 / 232 | 3       | Governo           |
| 1964        | 2 006 723 | 47,3 (1.º)  | 0,5  | 113 / 233 | 1       | Governo           |
| 1968        | 2 420 277 | 50,1 (1.º)  | 2,8  | 125 / 233 | 12      | Governo           |
| 1970        | 2 256 369 | 45,3 (1.º)  | 4,8  | 163 / 350 | 38      | Governo           |
| 1973        | 2 247 727 | 43,6 (1.º)  | 1,7  | 156 / 350 | 7       | Governo           |
| 1976        | 2 324 603 | 42,7 (1.º)  | 0,9  | 152 / 349 | 4       | Opposizione       |
| 1979        | 2 356 234 | 43,2 (1.º)  | 0,5  | 154 / 349 | 2       | Opposizione       |
| 1982        | 2 533 250 | 45,6 (1.º)  | 2,4  | 166 / 349 | 12      | Governo           |
| 1985        | 2 487 551 | 44,7 (1.º)  | 0,9  | 159 / 349 | 7       | Governo           |
| 1988        | 2 321 826 | 43,2 (1.º)  | 1,5  | 156 / 349 | 3       | Governo           |
| 1991        | 2 062 761 | 37,7 (1.º)  | 5,5  | 138 / 349 | 18      | Opposizione       |
| 1994        | 2 513 905 | 45,3 (1.º)  | 7,6  | 161 / 349 | 23      | Governo           |
| 1998        | 1 914 426 | 36,4 (1.º)  | 8,9  | 131 / 349 | 30      | Governo           |
| 2002        | 2 113 560 | 39,9 (1.º)  | 3,5  | 144 / 349 | 13      | Governo           |
| 2006        | 1 942 625 | 35,0 (1.º)  | 4,9  | 130 / 349 | 14      | Opposizione       |
| 2010        | 1 827 497 | 30,7 (1.º)  | 4,3  | 112 / 349 | 18      | Opposizione       |
| 2014        | 1 932 711 | 31,0 (1.º)  | 0,3  | 113 / 349 | 1       | Governo           |
| 2018        | 1 830 386 | 28,3 (1.º)  | 2,7  | 100 / 349 | 13      | Governo           |
| 2022        | 1 954 812 | 30,3% (1.º) | 2,0  | 107 / 349 | 7       | Opposizione       |

### Elezioni europee
| Anno | Voti      | %          | +/- | Seggi        | +/-     |
| ---- | --------- | ---------- | --- | ------------ | ------- |
| 1995 | 752 817   | 28,1 (1.º) |     | 7 / 22       |         |
| 1999 | 657 497   | 26,0 (1.º) | 2,1 | 6 / 22       | 1       |
| 2004 | 616 963   | 24,6 (1.º) | 1,4 | 5 / 19       | 1       |
| 2009 | 773 513   | 24,4 (1.º) | 0,2 | 5 / 186 / 20 | 1       |
| 2014 | 899 074   | 24,2 (1.º) | 0,2 | 5 / 20       | 1       |
| 2019 | 974 589   | 23,5 (1.º) | 0,7 | 5 / 20       | Stabile |
| 2024 | 1 039 676 | 24,8 (1.º) | 1,3 | 5 / 20       | Stabile |

## Logo

1967 - 1987